# Youssouf Saleh Abbas
Youssouf Saleh Abbas (Abéché, 1953) es un político chadiano, primer ministro de Chad desde abril de 2008 hasta marzo de 2010. Hasta ese momento era uno de los principales representantes diplomáticos del presidente Idriss Déby.

## Inicios en la política
Estudió en la Unión Soviética, obteniendo un máster en derecho internacional. De vuelta en Chad fue nombrado ministro de Asuntos Exteriores y ocupó diversos cargos diplomáticos entre el 20 de noviembre de 1979 y el 30 de enero de 1981. Después pasó a trabajar directamente con el presidente Goukouni Oueddei hasta su derrocación el 7 de junio de 1982.
Dejó la política hasta 1992 cuando fue nombrado director general de Ministerio de Asuntos Exterirores. Permaneció en el cargo cuatro años, hasta el 15 de diciembre de 1996. Desde ese momento hasta el 13 de agosto de 1997 pasó a ocupar el puesto de director general en el Ministerio de Planificación y Cooperación.

## Exilio en Francia y vuelta a Chad
Abbas, en oposición al presidente Déby, se unió al Movimiento por la Democracia y la Justicia en Chad (MDJT), grupo rebelde liderado por Youssouf Togoïmi, que se había formado en octubre de 1998, sirviendo desde París como Coordinador Exterior, ya que tuvo que vivir exiliado en Francia durante bastantes años. En 2001 dimitió de sus cargos en el MDJT al considerar excesiva las posiciones del líder Togoïmi. Tras un acuerdo con el gobierno pudo volver a Chad. Volvió a trabajar con el gobierno, convirtiéndose en asesor diplomático de Déby y ocupando diversos cargos como representante de Déby, como por ejemplo ante la Misión de las Naciones Unidas en la República Centroafricana y en Chad.

## Etapa como primer ministro
El 15 de abril de 2008 Déby nombró a Abbas primer ministro tras la dimisión de Delwa Kassiré Koumakoye. En declaraciones a la radio tras su nombramiento declaró que trabajaría con otros partidos políticos en la formación del gobierno. Añadió que aunque las expectativas populares eran altas su tarea no sería fácil. Fue sucedido en el cargo el 5 de marzo de 2010 por Emmanuel Nadingar.